# Autostrada A140 (Franța)
Autostrada A140 este o autostradă scurtă din Franța, ramură a autostrăzii A4, având dublul rol de deviere și cale de acces către aglomerația urbană Meaux.
Secțiunea cuprinsă între A4 și nodul rutier nr. 1 către Quincy-Voisins face parte din concesiunea Sanef, fiind o ramură de legătură cu autostrada Estului, însă este liberă de taxă. Restul autostrăzii nu este concesionat și este în prezent administrat de DRIEA Île-de-France.
A140 face parte din traseul Senlis-Meaux-Melun, care permite ocolirea regiunii Île-de-France pe la est, urmând drumurile naționale RN330 și D1036. În prezent, nu se mai vorbește despre o amenajare completă a acestui traseu cu caracteristici de autostradă, însă ocolirea orașului Melun, drumul D1036 și axa Meaux-Senlis sunt incluse în proiectul de Schémă Director a Regiunii Île-de-France ca "legături pe termen lung", pentru care fezabilitatea trebuie păstrată.

## În jurul autostrăzii

### Regiune
- Île-de-France

### Departament
- Seine-et-Marne (77)

### Situri naturale
- Valea Marnei (meandrele de la Montceaux-lès-Meaux și Esbly)
- Colinele Goële și platoul Multien
- Valea și canalul râului Ourcq
- Valea Petit-Morin și Petite Suisse Briarde
- Valea Grand-Morin, în amonte de Coulommiers
- Pădurea din Brie și pădurea Crécy
- Brie des Étangs și colina Doue

### Situri turistice
- Meaux: cetate episcopală, muzeul Bossuet, catedrala Saint-Étienne, Vieux Chapitre
- Circuitul siturilor primei bătălii de pe Marna (1914)
- Abatia Jouarre
- Disneyland® Paris
- Baza de agrement Jablines-Annet

## Traseu
| De la A4 până la ieșirea 1; secțiune gratuită concesionată către Sanef.                                             | |       |
| A4 E50 | |       |
| Intersecție | Nod rutier între A4 și A140: Paris, Marne-la-Vallée, Provins, Melun; Strasbourg, Metz, Nancy, Reims, Château-Thierry. | A4    |
| A140 | |       |
| 1 - Quincy-Voisins                                                                                                  | Orașe deservite: Coulommiers, Crécy-la-Chapelle, Quincy-Voisins (nod rutier parțial).                                 | RD228 |
| De la ieșirea 1 până la sfârșitul autostrăzii; secțiune gratuită neconcesionată, administrată de DIR Île-de-France. | |       |
| 2 - Mareuil-lès-Meaux                                                                                               | Orașe deservite: Meaux-centru, Mareuil-lès-Meaux, Nanteuil-lès-Meaux, Crécy-la-Chapelle, Quincy-Voisins.              | RD360 |
| 3 - Villenoy | Orașe deservite: Lagny-sur-Marne, Marne-la-Vallée-Val d'Europe, Esbly, Villenoy, Aérodrome de Meaux - Esbly.          | RD5   |
| A140 | |       |
| RN330 | |       |